# Calmanesia horridus
Calmanesia horridus là một loài chân đều trong họ Armadillidae. Loài này được Budde-Lund miêu tả khoa học năm 1908.